# رائول گارسیا
رائول گارسیا (انگلیسی: Raúl García؛ زادهٔ ۱۱ ژوئیهٔ ۱۹۸۶) یک بازیکن فوتبال اهل اسپانیا است.
وی همچنین در تیم ملی فوتبال اسپانیا بازی کرده است.وی‌ در سال ۲۰۲۱ با شکست بارسلونا به همراه اتلتیک بیلبائو سوپرجام اسپانیا را بالای سر برد.